# 中尾拓哉
中尾 拓哉（なかお たくや、1981年 - ）は、日本の美術評論家。

## 概要
東京都生まれ。
多摩美術大学大学院美術研究科博士後期課程修了。博士（芸術）。
多摩美術大学や立教大学、東京藝術大学、東京工業大学にて非常勤講師をしている。

## 著書
『マルセル・デュシャンとチェス』（平凡社、2017年）

## 監訳書
マシュー・アフロン『デュシャン 人と作品』（フィラデルフィア美術館、2018年）

## 論考
「50年あるいは100年後の鑑賞者――日本・マルセル・デュシャン論再考」（『美術手帖』2019年2月号）